# Josep Rull i Andreu
Josep Rull i Andreu (Terrassa, 2 de setembre de 1968) és un advocat i polític català associat a Junts per Catalunya. Actualment és el president del Parlament de Catalunya.
Diputat al Parlament de Catalunya, fou el coordinador general de Convergència Democràtica de Catalunya fins al 2016. En el judici al procés independentista català fou condemnat com a membre del Govern català pel Tribunal Suprem de l'estat espanyol, l'octubre de 2019, a 10 anys i mig de presó i d'inhabilitació pel delicte de sedició. El 2021 fou indultat pel Govern espanyol de Pedro Sánchez.

## Biografia
Llicenciat en Dret per la Universitat Autònoma de Barcelona, és membre col·legiat de l'Il·lustre Col·legi d'Advocats de Terrassa

### Política local
El 1986 es va afiliar a la Joventut Nacionalista de Catalunya (JNC) a Terrassa, i va ser secretari general d'aquesta organització entre els anys 1994 i 1998. El 1989 va començar a militar a Convergència Democràtica de Catalunya, de la qual és conseller nacional des de 1992. Entre 1993 i 1995 va treballar com a col·laborador dels serveis jurídics de l'Associació Catalana de Municipis i més endavant com a responsable de Relacions Institucionals de la Junta de Residus (1995-1997).
El 2003 va presentar-se per primera vegada com a cap de llista de CiU a l'Ajuntament de Terrassa on va ser president del Grup Municipal de CiU en el consistori egarenc. També hi va exercir de vocal en les Comissions Informatives de Coordinació amb els Organismes Autònoms, de Serveis Generals i de Societats Municipals, en els Consells d'Administració de l'Institut Municipal de Cultura i Esports (IMCET) i de l'Institut Municipal de Salut i Benestar Social (IMSBS), de la Junta General d'Eco Equip, de la Junta General de la Societat Municipal de Comunicació de Terrassa i de la Junta General i membre del Consell d'Administració d'EGARVIA.

### Diputat al Parlament
Diputat al Parlament de Catalunya des del 1997, durant la VIII legislatura va ser adjunt al portaveu del Grup Parlamentari de Convergència i Unió (CiU) i portaveu d'aquest grup a la comissió de Política Territorial. A la IX legislatura, el 2010, va resultar escollit secretari tercer de la mesa de la cambra, càrrec pel qual va tornar a ser escollit en la X, l'any 2012.
El 14 de gener de 2016 va prendre possessió com a conseller de Territori i Sostenibilitat del Govern de Carles Puigdemont. Al mateix dia va anunciar que deixava la Coordinació General de Convergència Democràtica de Catalunya i que no es presentaria per ser el nou líder del partit. A nivell de partit, havia sigut membre del Comitè Executiu Nacional i del Secretariat Permanent, secretari d'organització del partit i entre 2014 i 2016 fou el coordinador general.
El 27 d'octubre de 2017 després que el Parlament de Catalunya proclamés la República Catalana, el Senat va aprovar les mesures proposades pel govern a l'empara de l'article 155 de la Constitució Espanyola, entre elles la destitució del President de la Generalitat de Catalunya i tot el seu govern de Catalunya, inclòs Josep Rull conseller de Territori i Sostenibilitat. Immediatament després va ser publicat en el Boletín Oficial del Estado.

### Presó
El 2 de novembre de 2017 vuit membres del Govern català, entre ells el mateix Josep Rull, Oriol Junqueras, Jordi Turull, Meritxell Borràs, Carles Mundó, Raül Romeva, Dolors Bassa, Joaquim Forn i l'exconseller Santi Vila, declararen davant la jutgessa de l'AN Carmen Lamela. El fiscal, Miguel Ángel Carballo va sol·licitar presó incondicional per a tots els membres del Govern català inclòs Josep Rull. El 4 de desembre va sortir en llibertat sota fiança després que la seva causa passés al Tribunal Suprem.
Va participar en la campanya per les eleccions al Parlament de Catalunya de 2017 animant a votar per aturar l'aplicació de l'article 155 i per aconseguir l'alliberament dels presos. Fou elegit diputat amb la llista de Junts per Catalunya.
El 23 de març de 2018, el magistrat del Tribunal Suprem d'Espanya Pablo Llarena va ordenar el seu ingrés a presó, així com el de Jordi Turull, Carme Forcadell i els consellers Raül Romeva i Dolors Bassa. Llarena va argumentar presó provisional incondicional sense fiança per als cinc després de considerar que hi havia risc de fuga i de reiteració dels delictes pels quals van ser processats. També va emetre ordres de detenció europea i internacional per a gairebé tots els exiliats. Al seu torn, Marta Rovira no es va presentar i es va exiliar fora del país.
Processat per rebel·lió i malversació de fons, el 4 de juliol de 2018 va ser traslladat al Centre Penitenciari Lledoners. Durant el seu empresonament a Lledoners es van fer diferents concentracions de suport a les portes del centre. El 3 desembre de 2018 va iniciar una vaga de fam, que va durar uns quinze dies, per denunciar la seva situació de presó preventiva.
L'1 de febrer de 2019 fou traslladat a la presó madrilenya de Soto del Real en un autocar de la Guàrdia Civil, per fer front al Judici que va començar el 12 de febrer de 2019, i que va acabar el 14 d'octubre de 2019 amb una sentència que imposava dures penes a la majoria de processats, i en concret, a Rull, de 10 anys i mig de presó i d'inhabilitació per sedició.

### Indult
El 23 de juny de 2021, juntament amb la resta d'empresonats en el judici al procés independentista català fou indultat de la pena de presó pel govern de Pedro Sánchez, que mantingué la inhabilitació establerta en la sentència, condicionat a no cometre cap delicte greu en els següents 6 anys, i immediatament fou posat en llibertat, juntament amb Oriol Junqueras, Jordi Sànchez, Jordi Turull, Raül Romeva i Joaquim Forn, que també complien condemna al Centre Penitenciari Lledoners, Carme Forcadell, que complia condemna al Centre Penitenciari de Dones de Barcelona i Dolors Bassa que complia condemna al Centre Penitenciari Puig de les Basses.
El 2024 el seu nom va sonar com un dels possibles candidats a la Presidència de la Generalitat en les properes eleccions al Parlament de Catalunya. Pocs dies després, es va fer públic que aniria 3r a les llistes de Junts per Catalunya al Parlament de Catalunya. Fou escollit president del Parlament de Catalunya el 10 de juny de 2024 amb els vots a favor de Junts, ERC i la CUP.